# 割田剛雄
割田 剛雄（わりた たけお、1944年 - ）は、栃木県出身の日本の仏教研究者。書籍編集者。東京ライフデザインアカデミー主任講師。

## 経歴
1944年、栃木県に生まれる。 1967年、東洋大学文学部仏教学科卒業。 1972年、東洋大学大学院文学研究科仏教学専攻博士課程満期退学。
1973年 国書刊行会に入社。編集長に就任したのち専務取締役を歴任。1992年、国書刊行会を退職し、有限会社国書サービスを設立し、代表取締役に就任した。
国書刊行会時代から、以下のような出版文化関連の表彰を受けた書籍の編集を担当している（太字は国書刊行会発行書籍）。
- 高木健夫『新聞小説史年表』 - 第41回（1987年度）毎日出版文化賞特別賞
- 陽羅義光『道元の風』 - 第20回（2000年度）日本文芸大賞（日本文芸振興会）
- 山口恒治『詩集真珠出海』榕樹書林 - 第23回（2000年度）山之口貘賞（琉球新報社）
- 河村孝照（編）『新纂大日本続蔵経全90巻』 - 第1回（2006年度）夏目甕麿賞
- 内田・高瀬・池谷著『アジアの海の古琉球』榕樹書林 -  第30回（2009年度）沖縄タイムス出版文化賞
- ナギーブ・マフフーズ（塙治夫・訳）『カイロ三部作』 - 第48回（2012年度）日本翻訳出版文化賞（日本翻訳家協会）
- 『子孫たちへ』井口原道子著、2018年度にっけい文芸賞（ブラジル日本文化福祉協会）出版賞（編集担当）
- 真栄平房昭『琉球海域史論』（上下）榕樹書林ー第48回（2020年度）伊波普猷賞（沖縄タイムス）
- 赤嶺政信『柳田國男の民俗学と沖縄』榕樹書林ー第52回（2024年度）伊波普猷賞（沖縄タイムス）

2004年 東京ライフデザインアカデミー主任講師に就任。「日本の伝統文化」「日本人の信心＝神さま、仏さま、ご先祖さま」「暮らしになじむ日本仏教」などをテーマに講義をおこなっている。

## 著書
- 『般若心経』（パイインターナショナル、2011年）
- 『仏道のことば』（パイインターナショナル、2012年）
- 『仏教ことわざ辞典』（パイインターナショナル、2012年）
- 『はじめての法華経』（パイインターナショナル、2013年）
- 『現代語　処世の大道』（国書刊行会、2025年）

### 共編著
- 『沢庵和尚 心にしみる88話』（牛込覚心との共編著、国書刊行会、2008年）
- 『皇后美智子さまの御歌』（小林隆との共編著、パイインターナショナル、2015年）
- 『天皇皇后両陛下 慰霊と祈りの御製と御歌』（小林隆との共編著、海竜社、2015年）
- 『輪島聞声事典』（米村美奈との共編著、大空社出版、2024年）